# Dwight Howard
Dwight David Howard (Atlanta, 8 de desembre de 1985) és un jugador de bàsquet estatunidenc que juga a l'NBA. És conegut també com a Superman (usant el mot que anteriorment ostentava Shaquille O'Neal, a causa de l'originalitat d'una de les seves esmaixades al Concurs d'Esmaixades del 2008. Va saltar directament del High School a jugar amb els professionals, sense passar per la universitat. És considerat com un dels millors pivots de la lliga. Mesura 2,11 metres, i pesa 120 quilos.
Ha jugat als Orlando Magic i als Los Angeles Lakers. El juliol de 2013 va firmar un contracte amb Houston Rockets per a les dues temporades següents, i a l'estiu de 2016 signa amb els Atlanta Hawks, l'equip de la seva ciutat natal.